# Стадионная улица (Королёв)
Стадионная улица — улица на юге города Королёва, в районе Костино.

## История
Стадионная улица застроена 2—17-этажными жилыми домами. На улице расположена спортивная площадка школы №2.

## Трасса
Стадионная улица начинается от улицы Сталинградской битвы и заканчивается на стадионе «Металлист (стадион, Королёв)».

## Транспорт
По Стадионной улице общественный транспорт не ходит.
Движение автотранспорта двухстороннее.

## Примечательные здания и сооружения
- Стадион «Металлист»
- д. 4а Школа №2 им. В.Н. Михайлова